# الصيد بالذبابة الصناعية

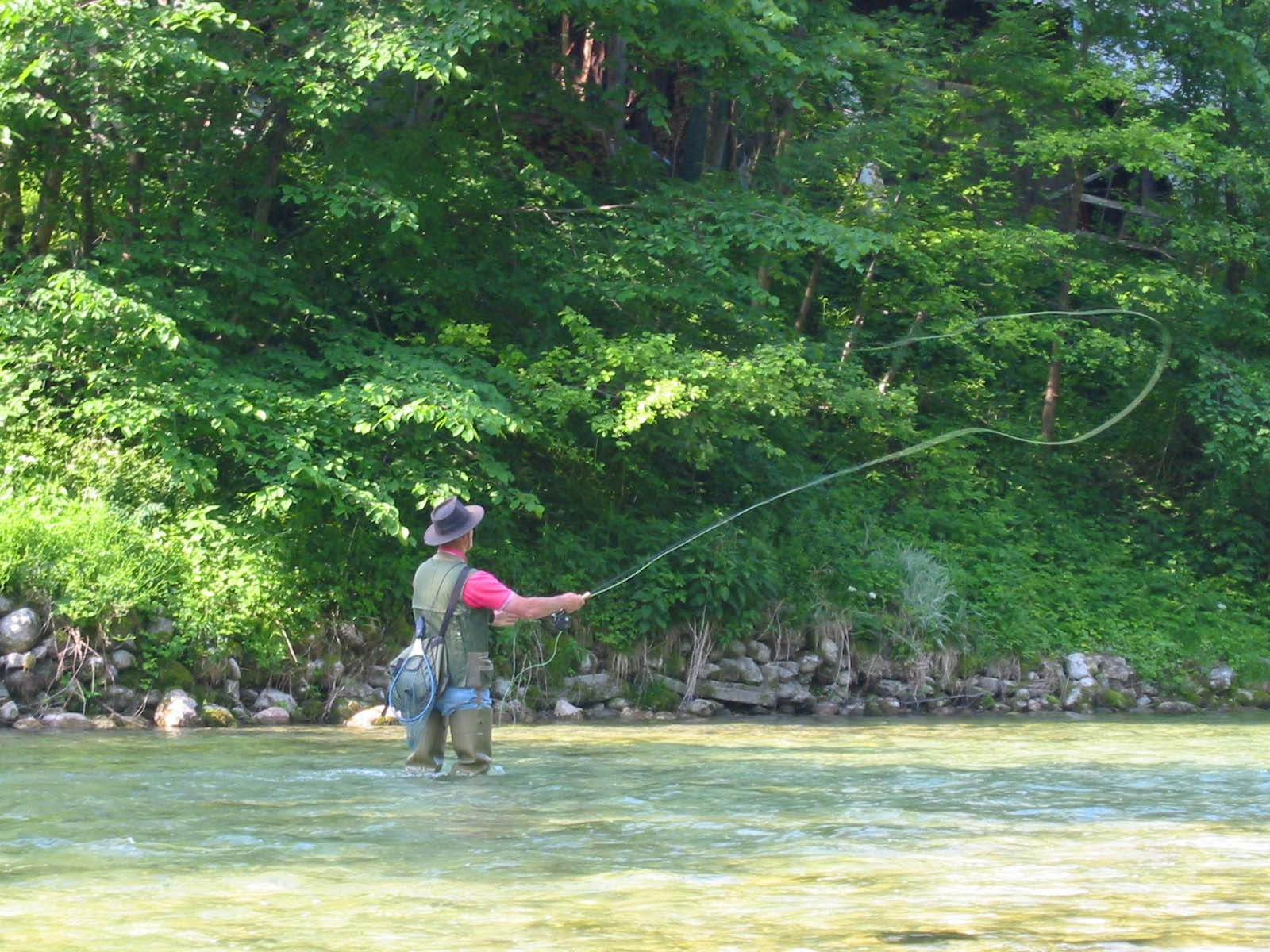
الصيد بالنهر

الصيد باستخدام الذباب هو طريقة صيد تستخدم إغراء خفيف الوزن - يسمى الذبابة الاصطناعية - لصيد الأسماك. تُلقى الذبابة بقضيب ذبابة وبكرة وخط مرجح متخصص. يتطلب الوزن الخفيف تقنيات صب تختلف اختلافًا كبيرًا عن أشكال الصب الأخرى. قد يشبه الذباب اللافقاريات الطبيعية أو طعم الأسماك أو كائنات غذائية أخرى.
يمكن القيام بالصيد في المياه العذبة أو المالحة. يميز الأمريكيون الشماليون عادة صيد المياه العذبة بين أنواع المياه الباردة (سمك السلمون المرقط والسلمون) وأنواع المياه الدافئة ، ولا سيما الكائنات الحية. في بريطانيا حيث تتفاوت درجات حرارة المياه الطبيعية بدرجة أقل ، يكون التمييز بين صيد أسماك السلمون المرقط والسلمون مقابل الصيد الخشن للأنواع الأخرى. تختلف تقنيات صيد الذباب باختلاف المياه (البحيرات والبرك ، والجداول الصغيرة ، والأنهار الكبيرة ، والخلجان ومصبات الأنهار ، والمحيطات المفتوحة).

## ملخص
يتمثل الاختلاف الرئيسي بين الصيد بالذبابة والصيد بالدوران أو الصيد بالطعم في أنه في الصيد بالذباب ، يحمل وزن الخيط الخطاف عبر الهواء ، بينما في الصيد بالطعم والدوران وزن الطعم أو الحفار في نهاية الخيط الأحادي أو خط مضفر يعطي مسافة الصب. الذباب الاصطناعي من عدة أنواع. البعض يقلد حشرة (إما تطير أو تسبح) ، والبعض الآخر يشبه طعم الأسماك أو القشريات ، والبعض الآخر من المعروف أنها تجذب الأسماك رغم أنها لا تبدو وكأنها لا شيء في الطبيعة. يتراوح حجم الذباب من بضعة مليمترات إلى 30 سم (12 بوصة) في الطول ؛ معظمها بين 1 و 5 سم (0.39 و 1.97 بوصة). الذبابة الجافة هي ذبابة عائمة لا تخترق سطح الماء كثيرًا ؛ غالبًا ما يشار إلى أنواع أخرى من الذباب ، سواء كانت عائمة أو غارقة ، بالذباب الرطب.
يصنع الذباب الاصطناعي بتثبيت الشعر أو الفراء أو الريش أو أي مواد أخرى ، طبيعية وصناعية ، على خطاف. رُبط الذباب الأول بمواد طبيعية ، لكن المواد الاصطناعية أصبحت شائعة ومنتشرة الآن. يُربط الذباب بأحجام وألوان وأنماط لتتناسب مع الحشرات الأرضية والمائية المحلية أو أسماك الطعم أو الفرائس الأخرى الجذابة لأنواع الأسماك المستهدفة.

## التدخل
مجموعة متنوعة من بكرات الذباب معروضة في عرض صيد الذباب تتكون أداة صيد الأسماك من معدات أو معدات الصيد التي يستخدمها عادةً الصيادون. تشمل معدات الصيد بالطائرة:
- تستخدم مجموعة متنوعة من قضبان الذباب ذات الأوزان والأطوال والمواد المختلفة لتقديم الذباب الاصطناعي لاستهداف أنواع الأسماك بالإضافة إلى محاربة الأسماك التي تُصطاد على اليابسة.[5]
- تُستخدم مجموعة متنوعة من بكرات الذبابة لتخزين خط الطيران وتوفير آلية فرملة (سحب) لمحاربة الأسماك الثقيلة أو سريعة الحركة.
- تستخدم مجموعة متنوعة من الاستخدامات العامة وخطوط الطيران المتخصصة لصب الذباب الاصطناعي تحت مجموعة متنوعة من ظروف المياه العذبة والمياه المالحة.
- تستخدم العروة الطرفية لربط الذبابة الاصطناعية بخط الطيران والسماح بالعرض المناسب للذبابة على الأسماك.
- هناك مجموعة متنوعة من الملحقات - الأدوات والأدوات والملابس والملابس التي يستخدمها صياد الذباب لصيانة وإعداد العدة ، والتعامل مع الأسماك التي تصطاد بالإضافة إلى الراحة والأمان الشخصيين أثناء الصيد بالطائرة. يشمل صناديق الذباب المستخدمة لتخزين وحمل الذباب الاصطناعي.[6]

يبلغ طول قضبان الطيران عادة ما بين 1.8 متر (6 أقدام) في صيد المياه العذبة ويصل طولها إلى 4.5 متر (15 قدمًا) لصيد السلمون أو الصلب ، أو في صيد التنكارا في الجداول الصغيرة. يبلغ متوسط طول قضيب المياه العذبة والمالحة حوالي 9 أقدام (2.7 م) ويزن من 3 إلى 5 أونصات ، على الرغم من أن الاتجاه الأخير كان لاستخدام قضبان أخف وزنا وأقصر لصيد التيارات الأصغر. اتجاه آخر هو قضبان أطول للتيارات الصغيرة. يختلف اختيار أطوال القضيب وأوزان الخط المستخدمة وفقًا للظروف المحلية ، وأنواع الذباب التي ترمى ، و / أو التفضيل الشخصي.
عند الصيد النشط ، قد يرغب الصياد في إبقاء خط الطيران مضغوطًا برفق على مقبض القضيب بإصبع السبابة لذراع الصب. تستخدم الذراع الحرة لسحب الخط من البكرة أو لاسترداد الخط من الماء. إذا اصطدمت سمكة ، يمكن للصياد أن يقرص الخط بإصبع السبابة على مقبض القضيب ويرفع طرف القضيب ، مع ضبط الخطاف.

## الذباب الاصطناعي
على نطاق أوسع ، يصنف الذباب على أنه إما مقلد أو جذاب. يشبه الذباب المقلد المواد الغذائية الطبيعية. يؤدي الذباب الجذاب إلى ضربات غريزية من خلال توظيف مجموعة من الخصائص التي لا تحاكي بالضرورة عناصر الفريسة. يمكن صيد الذباب عائمًا على السطح (الذباب الجاف) ، أو مغمورًا جزئيًا (طوارئ) ، أو تحت السطح (الحوريات ، واللافتات ، والذباب الرطب). يُعتقد عادةً أن الذبابة الجافة تمثل حشرة تهبط على سطح الماء أو تسقط عليه (أرضي) أو تخرج من سطح الماء مثل الجندب أو اليعسوب أو اليعسوب أو النمل أو الخنفساء أو الذبابة الحجرية أو ذبابة القطيفة. تشمل الذبابات السطحية الأخرى بوبرس وبق الشعر التي قد تشبه الفئران والضفادع وما إلى ذلك. صُمم الذباب تحت السطح ليشبه مجموعة كبيرة من الفرائس بما في ذلك يرقات الحشرات المائية والحوريات والشرانق وسمك الطعم وجراد البحر والعلقات والديدان وما إلى ذلك. يُعتقد عمومًا أن الذباب ، المعروف باسم اللافتات ، يقلد البلم أو العلقات أو الصراخ. على مر التاريخ ، صنع الصيادون الذباب الاصطناعي من الفراء والريش والخيوط المربوطة بخطاف لتقليد فريسة الأسماك. قلدت معظم الأمثلة المبكرة للذباب الاصطناعي الحشرات المائية الشائعة وسمك الطعم. اليوم ، يربط الذباب الاصطناعي بمجموعة متنوعة من المواد الطبيعية والاصطناعية (مثل مايلر والمطاط) لتمثيل جميع أنواع فرائس أسماك المياه العذبة والمياه المالحة المحتملة لتشمل الحشرات المائية والبرية والقشريات والديدان وسمك الطعم والنباتات واللحم والتكاثر والزواحف الصغيرة والبرمائيات والثدييات والطيور.

## العقدة
أصبحت بعض العقد القياسية أكثر أو أقل لربط الأجزاء المختلفة من خطوط الطيران والدعم ، وما إلى ذلك ، معًا. تتوفر مناقشة مفصلة لمعظم هذه العقد في أي كتاب جيد عن صيد الأسماك بالذبابة ، وقد أجريت العديد من الدراسات لتقييم أدائها. بعض العقد الموجودة في معظم ترسانة كل صياد ذبابة هي: عقدة الانتزاع المحسّنة التي تُستخدم عادةً لربط الذبابة بالقائد ، أو عقدة الانزلاق العلوية أو عقدة الشجرة التي تُستخدم لربط الدعم بالبكرة ، أو أولبرايت عقدة يمكن استخدامها لربط خط الطيران بالدعامة. يمكن أيضًا وضع حلقة في دعم خط الطيران بلف البيميني. في كثير من الأحيان ، تُضاف حلقة إلى نهاية الأعمال لخط الطيران لتسهيل الاتصال بالقائد. قد تتخذ هذه الحلقة واحدة من عدة أشكال. يمكن تشكيلها بإنشاء حلقة في نهاية خط الطيران نفسه أو بإضافة حلقة مضفرة أو حلقة من النايلون الأحادي (كما في حلقة جراي). بدلاً من ذلك ، يمكن ربط طول واحد من النايلون الأحادي ، أو الفلوروكربون ، بنهاية خط الطيران بعقدة مسمار أو أنبوب أو عقدة إبرة. يمكن بعد ذلك ربط حلقة في نهاية طول بعقب الشعيرة الأحادية هذا أو جزء المؤخرة بعقدة الجراح المزدوج أو حلقة الكمال ، والتي قد تُربط أيضًا بعقدة الجراح المزدوج أو حلقة الكمال. أن تكون متصلاً عبر اتصال حلقة إلى حلقة. يوفر استخدام حلقة لتكرار الاتصالات بين خط الطيران والقائد طريقة سريعة ومريحة لتغيير أو استبدال قائد مدبب. يأتي العديد من القادة المدبب المنتجين تجاريًا بوصلة حلقة مربوطة مسبقًا.

## مرجع
1. ↑  A Complete Guide to Fishing, Marshall Cavendish Books (1977-78) pages 426-429
2. ↑  The Concise Encyclopedia of Fishing by Gareth Purnell, Alan Yates & Chris Dawn, Parragon Books (2003) page 176
3. ↑  "Where Did Fly Fishing Originate?". FlyRods.com. 24 September 2019. Retrieved 21 August 2021.
4. ↑  Dr. Hisao Ishigaki, presentation to Catskills Fly Fishing Center and Museum, May 2009
5. ↑  "Jewelry with a Samurai Spirit". Archived from the original on 6 December 2008. Retrieved 19 August 2009.
6. ↑  "石川県 文化のポータルサイト - 石川新情報書府 -". Archived from the original on 18 August 2009. Retrieved 19 August 2009.
7. ↑  C. B. McCully (2000). The Language of Fly-Fishing. Taylor & Francis. p. 41. ISBN 9781579582753.
8. ↑  Andrew N. Herd. "Fly fishing techniques in the fifteenth century". Archived from the original on 21 June 2014. Retrieved 16 July 2014.
9. ↑  "Welcome To Great Fly Fishing Tips". Archived from the original on 27 June 2017. Retrieved 16 July 2014.
10. ↑  "Fishing Tackle Chapter 3" (PDF). Archived from the original (PDF) on 18 September 2013. Retrieved 16 July 2014.
11. ↑  Schullery, Paul (1996). American Fly Fishing-A History. Norwalk, CT: The Easton Press. p. 85.
12. ↑  Brown, Jim. A Treasury of Reels: The Fishing Reel Collection of The American Museum of Fly Fishing. Manchester, Vermont: The American Museum of Fly Fishing, 1990.
13. ↑  Rosenbauer, Tom, The Orvis Fly Fishing Guide, The Lyons Press, Connecticut, pp.41-43, 2007